# O2 (Kopenhagen)
De O2 of Ringvej 2 (Nederlands: Ringweg 2) of kortweg Ring 2 is een ringweg om de Deense hoofdstad Kopenhagen. De weg is de binnenste ringweg van Kopenhagen en loopt om het centrum en de gemeente Frederiksberg doorheen de wijken Valby, Vanløse, Bispebjerg en Østerbro. Hij eindigt resp. vertrekt bij Strandvejen in Hellerup. 
Ring 2 heeft een lengte van ruim 26 km en vormt slechts een halve cirkel. Hij is nl. niet doorgetrokkeb naar het eiland Amager, waar een deel van Kopenhagen op ligt. 
De O2 bestaat uit afwisselend vier rijstroken en twee rijstroken met verschillende snelheidslimieten. De weg bestaat echter vaak uit één rijbaan (1x4). Enkele delen hebben een middenberm en hebben daar dus twee rijbanen (2x2).